# ウロシュ・ジュルジェヴィッチ
ウロシュ・ジュルジェヴィッチ（Uroš Đurđević 、1994年3月2日 - ）は、セルビア・ベオグラード出身、モンテネグロ代表のプロサッカー選手。スポルティング・デ・ヒホン所属。ポジションはFW。

## 経歴

### クラブ
ベオグラードの複数のユースチームでプレーし、FKラド・ベオグラードでプロデビュー。
2014年1月、フィテッセに移籍。
2015年8月18日、USチッタ・ディ・パレルモに移籍。
2016年8月22日、パルチザン・ベオグラードに移籍。加入初年度でリーグとカップのダブルを達成した。自身もリーグ得点王・ベストイレブン・MVPと個人タイトルを独占した。
2017年8月30日、260万ユーロでオリンピアコスFCに移籍。
2018年8月20日、クラブ史上最高額の移籍金250万ユーロでスポルティング・デ・ヒホンに移籍。

### 代表
ユース年代から継続してセルビア代表に選ばれている。U-19代表では2012年と2013年にUEFA U-19欧州選手権に参加、2013年大会で優勝した。U-21代表では2017年にUEFA U-21欧州選手権に参加した。
2017年3月9日、スラヴォリュブ・ムスリン監督が2018 FIFAワールドカップ・ヨーロッパ予選のジョージア戦で初めてジュルジェヴィッチをフル代表に招集したが、試合には出場しなかった。
2021年、モンテネグロ国籍を取得し、モンテネグロ代表に召集された。3月24日の2022FIFAワールドカップ予選ラトビア代表戦で代表初出場を果たした。

## タイトル
パルチザン
- セルビア・スーペルリーガ: 2016-17
- セルビア・カップ: 2016-17

セルビア代表
- UEFA U-19欧州選手権: 2013

個人
- セルビア・スーペルリーガ得点王: 2016-17
- セルビア・スーペルリーガ年間ベストイレブン: 2016-17
- セルビア・スーペルリーガ年間MVP: 2016-17